# Damnation (album av Gaia Epicus)
Damnation är det norska power metal-bandet Gaia Epicus fjärde studioalbum. Det gavs ut av Epicus Records 8 december 2008. Bandet bestod vid denna inspelning av Thomas Christian Hansen på sång och gitarr samt Ole Alexander Myrholt på trummor. Ett antal gästmusiker bidrar i olika utsträckning på plattan, bland andra den tyske gitarristen Roland Grapow som spelar i Masterplan och tidigare i Helloween samt den svenske sångaren Ola Halén från Insania, tidigare i Seventh Wonder.
Albumet är inspelat i Damnation Studios och mixat och mastrat i "dB Recordings Studio" av Dali Sterniša. Även detta album har J.P Fournier som omslagsdesigner. All musik och text är skriven av Thomas Christian Hansen. På vissa upplagor förekommer låten "Warrior" som bonuslåt.
I samband med utgivningen genomförde bandet en turné, "Damnation Tour pt.1", under hösten 2008 och spelade då i Norge, Sverige och Storbritannien. Medverkande på turnén var, utöver Hansen och Myrholt, även gitarristen Lasse Jensen och basisten Hans Åge Holmen. Hösten 2009 återkom Gaia Epicus med "Damnation Tour pt.2" till olika platser i Norge och Storbritannien.

## Låtlista
1. "Damnation" – 8:53
2. "Masters of The Sea" – 3:13
3. "Firestorm" – 4:42
4. "The Wizard's Return" – 2:45
5. "You Are a Liar!" – 2:55
6. "Cyborgs From Hell" – 5:25
7. "The Savior (Will Come)" – 5:34
8. "A Hero in All" – 4:37
9. "Salvation Is Here" – 5:38

Alla låtar skrivna av Thomas Christian Hansen.
Bonusspår
1. Warrior (Helloween-cover) – 4:03

## Medverkande
Gaia Epicus
- Thomas Christian Hansen – sång, gitarr
- Ole Alexander Myrholt – trummor (även i Tremor, Enslavement of Beauty m fl band)

Gästmusiker
- Roland Grapow – gitarr (Masterplan, ex-Helloween)
- Dominique Leurquin – gitarr
- Jonas Hörnqvist – gitarr
- Lasse Jensen – gitarr
- Andreas Olsson – basgitarr
- Michael Troy – keyboard
- Fabrizio S Muratori – keyboard
- Ola Halén - sång (Insania, ex-Seventh Wonder)
- Cathrine Solhaug Storli – sång
- Nesna Mannskor – kör
- Sjur Bergland – flöjt

Produktion
- Thomas Christian Hansen – producent, inspelning, albumdesign, foto, logo
- Dali Sterniša – ljudmix, mastering
- J.P Fournier (Edguy, Avantasia, Dragonforce) – albumdesign